# Takuya Okamoto
Takuya Okamoto (岡本 拓也 Okamoto Takuya?), född 18 juni 1992 i Saitama prefektur, är en japansk fotbollsspelare.
Okamoto började sin karriär 2010 i Urawa Reds. 2013 blev han utlånad till V-Varen Nagasaki. Han gick tillbaka till Urawa Reds 2015. 2016 flyttade han till Shonan Bellmare. Med Shonan Bellmare vann han japanska ligacupen 2018.